# Kopersulfiden
Er bestaan een aantal verschillende kopersulfiden: 
- Koper(I)sulfide (Cu2S)
- Koper(II)sulfide (CuS)
- Koperdisulfide (CuS2)

Deze laatste verbinding vereist een vrij hoge druk om gevormd te worden.

## Structuren en eigenschappen
Hoewel de samenstelling van het mineraal covelliet (CuS) zou doen vermoeden dat hier sprake is van een verbinding van tweewaardig koper is dat niet het geval. Wanneer Cu2+- en S2−-ionen samen gevoegd worden is het tweewaardige koperion sterk genoeg als oxidator om een elektron van het sulfide weg te halen. Het resultaat is een redoxreactie:
{\displaystyle {\ce {Cu^2+ + S^2- -> Cu+ + S-}}}
De elektronenconfiguratie van het Cu2+-ion is 3d9. Door de oxidatie van het sulfide-ion ontstaat bij koper een gevuld 3d-orbitaal en gaat het sulfide-ion over in S−. Het S−-ion is iso-elektronisch met een chlooratoom. Evenals chloor komt het dan ook veelvuldig als paar voor:
{\displaystyle {\ce {S- + S- -> S2^2-}}}
In de covellietstructuur gebeurt dat met 2 op de 3 zwavelatomen. Het derde gat kan door de hele vaste stof bewegen en het gevolg is dat het mineraal zich als een metallieke geleider gedraagt.
In CuS2 zijn alle zwavelionen weliswaar als paren aanwezig, maar het koper draagt nog steeds een gat bij aan het zwavelpaar. Men zou dus grofweg kunnen schrijven: Cu+(S2)−. Hiermee is dit koperpyriet een metallieke geleider in plaats van een halfgeleider, zoals pyriet.